# Огюст Альбер
Огюст Альбер (фр. Auguste Albert, 28 квітня 1859 — 20 століття) — французький яхтсмен.
Срібний призер Олімпійських Ігор 1900 року в першому запливі в класі 1—2 тонни, бронзовий призер 1900 року в другому запливі в класі 1—2 тонни.